# مجموعه رود کله دین
مجموعه رود کله دین مربوط به سده‌های میانه دوران‌های تاریخی پس از اسلام است و در شهرستان گلشن، بخش کله گان ۵ کیلومتری شرق روستای کله دین واقع شده و این اثر در تاریخ ۱۲ دی ۱۳۸۶ با شمارهٔ ثبت ۲۰۳۶۴ به‌عنوان یکی از آثار ملی ایران به ثبت رسیده است.